# .950 JDJ
Die .950 JDJ ist eine sehr energiereiche Patrone, die von J. D. Jones entwickelt und bei SSK Industries produziert wurde. Die Namensergänzung JDJ weist auf den Entwickler hin.

## Bezeichnung
Im deutschen Nationalen Waffenregister (NWR) wird die Patrone unter Katalognummer 752 unter der Bezeichnung .950 JDJ geführt.

## Patrone
Die .950 JDJ hat etwa die zehnfache Energie moderner Magnumpatronen (beispielsweise .300 WSM). Eine geladene .950 JDJ entspricht der Länge einer leeren .50 BMG. Die .950 basiert auf einer 20-mm-Vulcan-Patronenhülse, die verkürzt und für dieses Kaliber kalibriert wurde. Die Patrone ist eine sogenannte „Wildcat“, eine nicht serienmäßig hergestellte Munition. Daher sind verlässliche Daten zu der Patrone schlecht nachweisbar.

## Gewehre
Die Gewehre haben ein Kaliber von 0,95 Zoll (24,13 mm). Das Gewicht und die Größe der geladenen Waffe machen es sinnlos, sie für die Jagd zu gebrauchen, weil die Waffe zu schwer ist und bessere Alternativen vorhanden sind.

## Rezeption
Das Kaliber sowie dazugehörige Waffen sind Exoten, die zwar die Machbarkeit solcher Waffen belegen, aber im praktischen Gebrauch keine Bedeutung haben. Starke Kaliber, wie sie bei Panzerbüchsen eingesetzt wurden, haben gelegentlich bei Schützen zu Brüchen der Schulterknochen geführt.